# Antoni de Magrinyà i de Sunyer
Antoni de Magrinyà i de Sunyer (Tarragona, 17 de desembre de 1837 – Gandesa, Terra Alta, 29 de desembre de 1919) fou un polític tarragoní, president de la Diputació de Tarragona a finals del segle xix.
De família noble, estudià a l'Institut de Tarragona i es llicencià en dret a la Universitat de Saragossa. S'establí a Tarragona com a advocat i des de 1859 fou membre de l'Associació Agrícola i de la Cambra Agrícola de Tarragona. Era emparentat amb Estanislau Figueras i de Moragas, qui l'apropà a la política i al republicanisme unitari i centralista. Participà en la revolució de 1868 i fou escollit tinent d'alcalde de l'ajuntament de Tarragona. En 1869 fou jutge de primera instància de Reus, diputat a la Diputació de Tarragona pel districte de Falset (1871). També fou cap del Centre Republicà de Tarragona i president de la Reial Societat Arqueològica Tarraconense (1874-1878 i 1885-1887). Fou comissari provincial d'agricultura i president de la Diputació de Tarragona (1893-1894). A causa del seu republicanisme unitarista es va oposar a adherir-se a les bases de Manresa i també es va oposar a que la Cambra Agrícola de Tarragona s'incorporés a l'Institut Agrícola Català de Sant Isidre. Al final de la seva vida va escriure alguns llibres i es retirà a la casa pairal de la família de la seva mare, on hi va morir.

## Obres
- Tarragona en el segle XIX (1901)
- Historia de los siete sitios de Gandesa (1909)[2]